# مادینگی

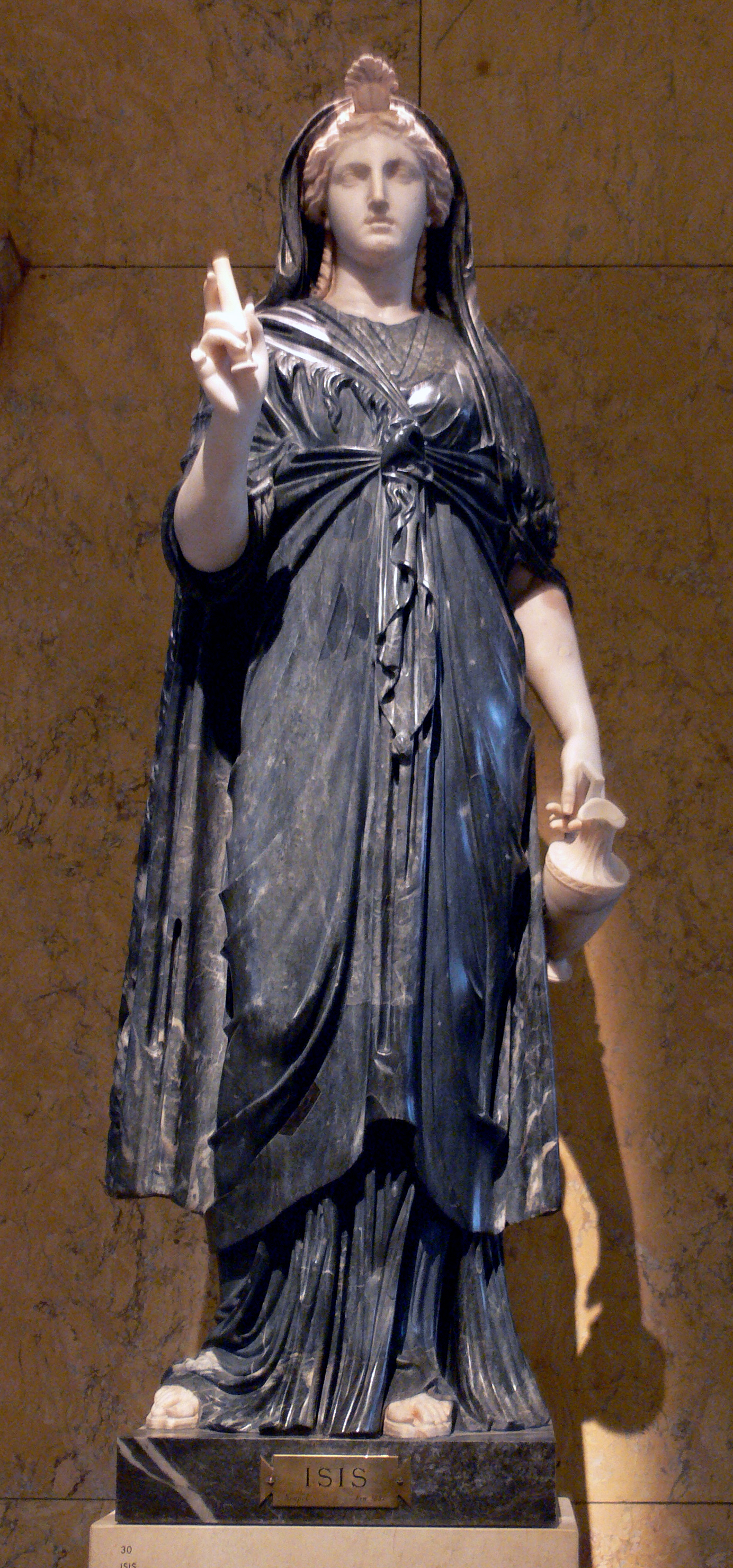
در اسطوره‌شناسیِ مصرِ باستان، الههٔ ایزیس برابر با زنانگی گرفته می‌شود.

مادینگی یا زنانگی (به انگلیسی: Femininity) به مجموعه‌ای از ویژگی‌ها، رفتارها و نقش‌ها گفته می‌شود که به‌طور کلی با زنان و دختران مرتبط است. گرچه زنانگی از نظر اجتماعی ساخته شده‌است ولی تحقیقات نشان می‌دهد برخی از رفتارهایی که زنانه تلقی می‌شوند از نظر زیست شناختی تحت تأثیر قرار می‌گیرند. اینکه زنانگی تا چه حد از نظر زیست شناختی یا اجتماعی تأثیر می‌پذیرد قابل بحث است. این از تعریف جنسیت بیولوژیکی زن متمایز است، زیرا هم مردان و هم زنان می‌توانند صفات زنانه را نشان دهند.‌‌
صفاتی که به عنوان زنانه ذکر می‌شوند شامل لطافت، توانایی، ملایمت است. اگرچه صفات مرتبط با زنانگی در جوامع و افراد متفاوت است و تحت تأثیر عوامل مختلف اجتماعی و فرهنگی قرار دارند.

## نگارخانه

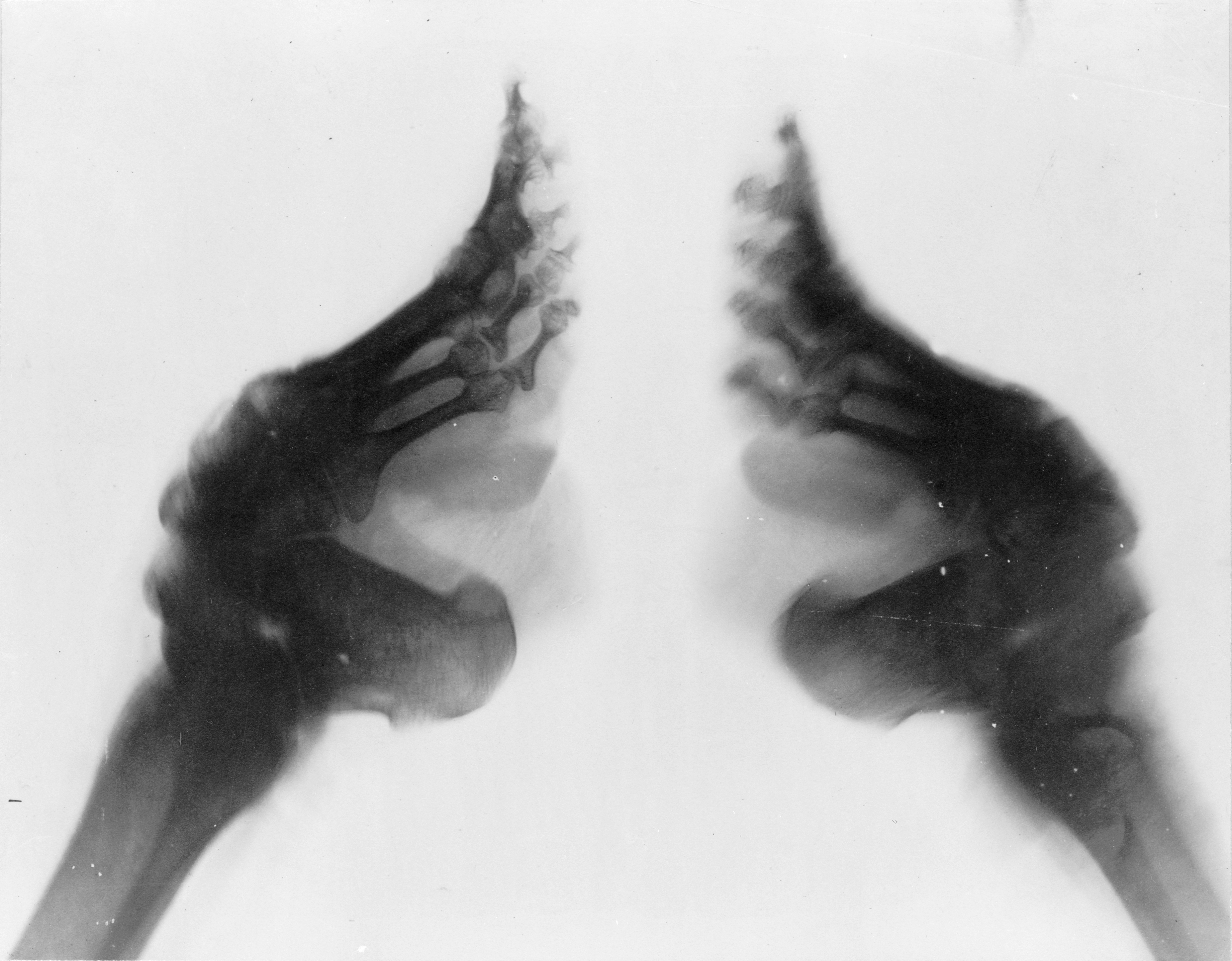
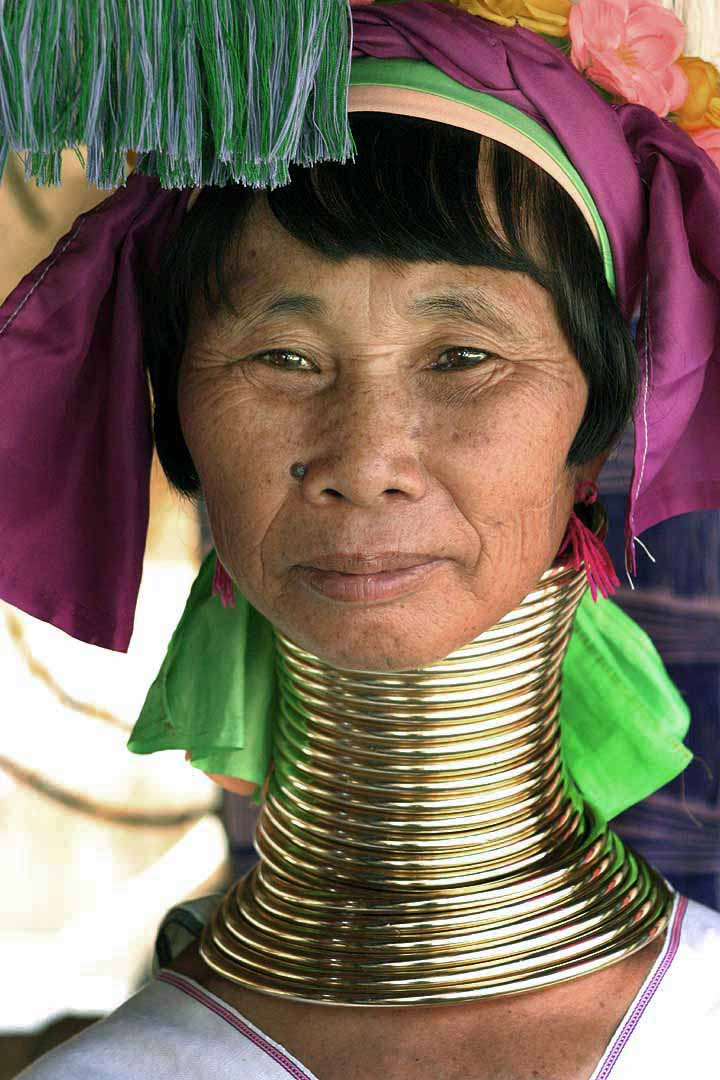